# Regeringen Blehr II
Regeringen Blehr II var en norsk regering som tillträdde 22 juni 1921 och satt till 6 mars 1923. Det var en ren Venstre-regering. Statsminister var Otto Blehr.